# Карлін (Невада)
Карлін (англ. Carlin) — місто (англ. city) в США, в окрузі Елко штату Невада. Населення — 2050 осіб (2020).

## Географія
Карлін розташований за координатами 40°43′8″ пн. ш. 116°6′29″ зх. д. / 40.71889° пн. ш. 116.10806° зх. д. (40.719013, -116.108045).  За даними Бюро перепису населення США в 2010 році місто мало площу 27,05 км², уся площа — суходіл.

### Клімат
| Клімат : Карлін              | Клімат : Карлін | Клімат : Карлін | Клімат : Карлін | Клімат : Карлін | Клімат : Карлін | Клімат : Карлін | Клімат : Карлін | Клімат : Карлін | Клімат : Карлін | Клімат : Карлін | Клімат : Карлін | Клімат : Карлін | Клімат : Карлін |
| Показник                     | Січ.            | Лют.            | Бер.            | Квіт.           | Трав.           | Черв.           | Лип.            | Серп.           | Вер.            | Жовт.           | Лист.           | Груд.           | Рік             |
| Абсолютний максимум, °C      | 18,3            | 21,1            | 26,7            | 29,4            | 36,7            | 37,8            | 41,1            | 38,3            | 36,7            | 31,7            | 24,4            | 15,6            | 41,1            |
| Середній максимум, °C        | 3,9             | 6,1             | 11,7            | 15,0            | 20,6            | 26,7            | 32,8            | 31,7            | 25,6            | 18,3            | 10,0            | 3,9             | 17,2            |
| Середній мінімум, °C         | −11,7           | −10             | −5,6            | −3,9            | 0,0             | 2,8             | 5,0             | 3,9             | 0,0             | −1,7            | −8,9            | −12,2           | −3,9            |
| Абсолютний мінімум, °C       | −33,9           | −35,6           | −24,4           | −15             | −12,8           | −7,2            | −3,9            | −6,7            | −13,3           | −20             | −23,9           | −40             | −40             |
| Норма опадів, мм             | 22              | 19              | 26              | 32              | 33              | 20              | 9               | 11              | 20              | 25              | 25              | 27              | 270             |
| ---------------------------- | --------------- | --------------- | --------------- | --------------- | --------------- | --------------- | --------------- | --------------- | --------------- | --------------- | --------------- | --------------- | --------------- |
| Джерело: The Weather Channel |                 |                 |                 |                 |                 |                 |                 |                 |                 |                 |                 |                 |                 |

## Демографія
Згідно з переписом 2010 року, у місті мешкало 2368 осіб у 882 домогосподарствах у складі 576 родин. Густота населення становила 88 осіб/км².  Було 1043 помешкання (39/км²).
Расовий склад населення:
| - 91,8 % — білих - 1,8 % — чорних або афроамериканців - 1,5 % — корінних американців - 0,6 % — азіатів - 2,6 % — осіб інших рас |

До двох чи більше рас належало 1,7 %. Частка іспаномовних становила 10,1 % від усіх жителів.
За віковим діапазоном населення розподілялося таким чином: 25,2 % — особи молодші 18 років, 66,7 % — особи у віці 18—64 років, 8,1 % — особи у віці 65 років та старші. Медіана віку мешканця становила 35,1 року. На 100 осіб жіночої статі у місті припадало 123,8 чоловіків;  на 100 жінок у віці від 18 років та старших — 130,4 чоловіків також старших 18 років.
Середній дохід на одне домашнє господарство  становив 93 676 доларів США (медіана — 79 306), а середній дохід на одну сім'ю — 97 695 доларів (медіана — 79 792). За межею бідності перебувало 3,4 % осіб, у тому числі 0,4 % дітей у віці до 18 років та 0,0 % осіб у віці 65 років та старших.
Цивільне працевлаштоване населення становило 1044 особи. Основні галузі зайнятості: сільське господарство, лісництво, риболовля — 55,5 %, будівництво — 12,8 %, мистецтво, розваги та відпочинок — 9,1 %, роздрібна торгівля — 7,9 %.